# Gennaro Pantalena
Gennaro Pantalena (Napoli, 13 ottobre 1848 – Napoli, 23 maggio 1915) è stato un attore e impresario teatrale italiano.

## Biografia
Pantalena fu un grande caratterista del teatro napoletano di fine Ottocento, grazie anche alla sua prorompente fisicità,  fece parte delle compagnie dei più grandi attori-autori dell'epoca: Eduardo Scarpetta e Federico Stella.
Verso la fine del XIX secolo mise su una propria compagnia, il suo repertorio svariò tra Salvatore Di Giacomo, Libero Bovio e Eduardo Minichini.
Tra le sue grandi interpretazioni fu quella del marito in Assunta Spina di Di Giacomo, ruolo che fu poi interpretato al cinema da Eduardo De Filippo.
Morì nella sua Napoli all'età di 66 anni.